# Carneys Point
Carneys Point est une communauté non incorporée et une census-designated place du comté de Salem, dans l'État du New Jersey, aux États-Unis. En 2020, elle compte une population de 7 841 habitants.